# ماثياس إنغبرتسن
ماثياس إنغبرتسن (بالنرويجية البوكمول: Mathias Engebretsen)‏ هو لاعب كرة قدم نرويجي، ولد في 24 يناير 1993 في هالدن في النرويج. لعب مع نادي ساربسبورغ 08.

## وصلات خارجية
- ماثياس إنغبرتسن على موقع اتحاد النرويج (النرويجية)
- ماثياس إنغبرتسن على موقع قاعدة بيانات كرة القدم.إي يو (الإنجليزية)